# Šlapanov (stacja kolejowa)
Šlapanov – stacja kolejowa w miejscowości Šlapanov, w kraju Wysoczyna, w Czechach. Znajduje się na linii 225 Havlíčkův Brod – Veselí nad Lužnicí, na wysokości 440 m n.p.m..

## Linie kolejowe
- 225: Havlíčkův Brod – Veselí nad Lužnicí